# 11307 Erikolsson
11307 Erikolsson (tên chỉ định: 1993 FA40) là một tiểu hành tinh vành đai chính. Nó được khám phá thông qua Uppsala-ESO Survey of Asteroids và Comets ở Đài thiên văn La Silla ở Chile ngày 19 tháng 3 năm 1993. Nó được đặt theo tên Erik Olsson, a Swedish artist và architect of the 20th và 21st centuries.